# Pražský dům
Pražský dům v Bruselu je architektonicky mimořádná[zdroj⁠?!] budova ve stylu Maison de maître z roku 1898. Je jedinečná zejména díky reprezentativnímu hlavnímu sálu, vlastní galerii a zahradě, které umožňují mnohoúčelové využívání domu.
Pražský dům od roku 2002 slouží jako sídlo Zastoupení hlavního města Prahy při Evropské unii.

## Historie
Dům Zastoupení Prahy při EU, v době svého vzniku nazývaný Hôtel de Monsieur Résimont, byl postaven v letech 1898 – 1899 významnými belgickými architekty, Constantem Bosmansem a jeho švagrem Henri Vandeveldem. V roce 1950 dům zakoupila známá rodina belgických zubařů Van Stratum. V této rodině se dědilo zubařské řemeslo z generace na generaci (již od roku 1840) a soukromou ordinaci navštěvovala vždy elitní klientela. Poslední generace poskytovaly své služby mj. i některým členům královské rodiny a v dnešní době taktéž vysokým úředníkům evropských institucí. Hlavní město Praha zakoupilo dům v srpnu roku 2001 jako budoucí sídlo svého Zastoupení Prahy při EU|Zastoupení.
Pražský dům se nachází v pěší vzdálenosti od nejvýznamnějších institucí EU (cca 5 minut chůze na stanici metra Schuman) mezi dvěma náměstími Square Marie-Louise a Square Ambiorix. Náměstí Marie-Louise existuje již od konce 15. století. Ve své době bylo druhým nejvýznamnějším náměstím Bruselu po Grand Place a bylo obýváno belgickou elitou, tzn. v té době především bohatou aristokracií.

## Architektura a interiér
Čtyřposchoďový dům pražského zastoupení patří mezi významné stavby belgického eklektismu, architektonického stylu inspirovaného vícero stavebními slohy, zejména secesí. Stavba domů v Bruselu na konci 19. století byla obecně charakteristická tím, že každé podlaží mělo předem určený užitný charakter. Pražský dům byl též postaven podle tohoto schématu, měl však na svou dobu několik originálních a moderních zařízení. Ve sníženém poschodí je umístěna galerie, v níž jsou pravidelně pořádány výstavy. Pod galerií se nachází vinný sklep, který pro tento účel slouží dodnes.
Z galerie vedou schody přímo do zahrady, využívané pro společenské akce a pravidelné venkovní koncerty. Kapacita zahrady je cca 300 lidí. V přízemí domu se nachází růžový salonek a hlavní reprezentační sál s dřevěným nábytkem zbudovaným přímo na míru. Růžový salonek a hlavní sál jsou ideálním místem k pořádání seminářů, schůzek a kulturních akcí, např. koncertů, divadelních představení atd. V dalších patrech domu se nacházejí kanceláře, pokoje pro hosty a technické zázemí domu. 14. července 1994 bylo mnoho významných belgických budov klasifikováno jako historicky cenné a státem chráněné. Není náhodou, že právě Pražský dům se od této chvíle ocitá na tomto seznamu.

## Některé vybrané akce uskutečněné v prostorách Pražského domu
Výstavy obrazů, grafik, fotografií;
Oldřich Kulhánek, Emma Srncová, Adolf Born, Kurt Gebauer, Marek Vašut, Aleš Veselý, Michal Singer, Jaroslav Kučera, Jan Tichý, Skupina Tvrdohlaví
Koncerty
Jaroslav Svěcený, Magdalena Kožená, Pavel Steidl, Mig 21, Toxique, Wohnout, Lenka Dusilová, Gipsy.cz
Divadla
Studio Ypsilon, Jaroslav Dušek, Teatro Pantomissimo
Významné osobnosti, které navštívily Pražský dům
Václav Havel, Arnošt Lustig, Naděžda Kavalírová, Magda Vášáryová, Petr Fejk, Ladislav Smoljak, Zdeněk Svěrák

## Zastoupení hlavního města Prahy při Evropské unii
Činnost Zastoupení byla oficiálně zahájena 25. června 2002. Organizační struktura je následující: Magistrát hlavního města Prahy – odbor kultury a cestovního ruchu – oddělení zastoupení hl. m. Prahy v Bruselu. Ředitelkou je od roku 2007 Ing. Lucie Čadilová.

### Poslání Zastoupení
- vytváření a posilování vazeb mezi hlavním městem Prahou a představiteli evropských institucí a dalších organizací a partnerských měst a veškeré s tím související činnosti (sociální, lobbingové, kulturní i organizační)
- lobbingová a analytická činnost, související s evropskou legislativou, evropskou regionální politikou (strukturální fondy, Fond soudržnosti) i konkrétními projekty
- zastupování Prahy v partnerských organizacích a sítích měst
- propagace hlavního města Prahy směrem k EU i belgické a ostatní zahraniční veřejnosti
- vykonávání činnosti národního koordinátora české národní delegace do Výboru regionů

### Lidé na Zastoupení
- Ing. Lucie Čadilová – ředitelka Pražského domu
- Ing. Lenka Kolářová Bernklauová – diplomatka zastoupení HMP v Bruselu
- Mgr. Vít Čaban – diplomat zastoupení HMP v Bruselu

## Adresa
- Avenue Palmerston 16
- 1000 Bruxelles
- Belgium